# Liste der Monuments historiques in Béthines
Die Liste der Monuments historiques in Béthines führt die Monuments historiques in der französischen Gemeinde Béthines auf.

## Liste der Bauwerke
| Bezeichnung               | Beschreibung              | Standort | Kennzeichnung | Schutzstatus | Datum | Bild           |
| ------------------------- | ------------------------- | -------- | ------------- | ------------ | ----- | -------------- |
| Kirche St-Pierre-ès-Liens | Erbaut im 12. Jahrhundert | (Lage)   | PA00105351    | Inscrit      | 1937  | weitere Bilder |

## Liste der Objekte
- Monuments historiques (Objekte) in Béthines in der Base Palissy des französischen Kultusministeriums